# کندر نوو
کندر نوو (به لاتین: Kander Neve) یک یخچال طبیعی در سوئیس است که در کانتون برن واقع شده‌است.